# イノシンキナーゼ
イノシンキナーゼ(Inosine kinase、EC 2.7.1.73)は、以下の化学反応を触媒する酵素である。
ATP + イノシン {\displaystyle \rightleftharpoons } ADP + IMP
従って、この酵素の基質はATPとイノシンの2つ、生成物はADPとIMPの2つである。
この酵素は転移酵素、特にアルコールを受容体とするホスホトランスフェラーゼに分類される。この酵素の系統名は、ATP:イノシン 5'-ホスホトランスフェラーゼ(ATP:inosine 5'-phosphotransferase)である。この酵素は、プリン代謝に関与している。